# Waltraut Haas
Pour les articles homonymes, voir Haas.
Waltraut Haas, née le 9 juin 1927 à Vienne et morte le 23 avril 2025 dans la même ville, est une actrice et chanteuse autrichienne.

## Biographie
Waltraut Haas est la fille de Walther Haas, instituteur, et de son épouse Stefanie Klager. Elle perd son père à l'âge de cinq ans. Sa mère ouvre un restaurant dans le château de Schönbrunn.
Pendant la Seconde Guerre mondiale, elle fréquente une école de mode. Après la guerre, elle prend des cours de comédie auprès de Julia Janssen et étudie la musique au Conservatoire de Vienne. Elle débute au Landestheater Linz puis joue en 1948 au Renaissancetheater et d'autres théâtres viennois.
Elle se fait connaître au cinéma comme la jeune fille de la Wachau dans Der Hofrat Geiger. Dans le remake Mariandl et la suite Mariandls Heimkehr sortis dans les années 1960, elle interprète la mère.
Waltraut Haas est particulièrement populaire dans les années 1950 et 1960 pour sa présence dans les films de divertissement et les adaptations d'opérette. Dans les années 1960, elle joue aussi régulièrement au théâtre. À partir des années 1990, elle écrit des livres de contes.
Waltraut Haas est en couple en 1953 avec le cycliste Hugo Koblet. Le 28 juillet 1966, elle épouse l'acteur Erwin Strahl. Ce mariage a lieu en même temps que le tournage de 00Sex am Wolfgangsee. Ils ont un fils, Marcus Strahl, acteur et metteur en scène.

## Filmographie

### Cinéma
- 1947 : Der Hofrat Geiger
- 1949 : Ein bezaubernder Schwindler
- 1949 : Kleiner Schwindel am Wolfgangsee
- 1950 : Es liegt was in der Luft
- 1950 : Gruß und Kuß aus der Wachau
- 1951 : Der letzte Schuß
- 1951 : Tanz ins Glück
- 1952 : Du bist die Rose vom Wörthersee
- 1952 : Hallo Dienstmann
- 1952 : Ideale Frau gesucht
- 1952 : Knall und Fall als Hochstapler (de)
- 1952 : Vienne, premier avril an 2000
- 1952 : Der Obersteiger
- 1953 : Der Onkel aus Amerika
- 1953 : Der keusche Josef
- 1953 : Südliche Nächte
- 1953 : The Story of William Tell (inachevé)
- 1954 : Das Licht der Liebe
- 1954 : Der Zigeunerbaron
- 1954 : Die schöne Müllerin
- 1954 : Das Lied der Hohen Tauern
- 1955 : Le Faux Adam
- 1955 : Mon ami le clown
- 1955 : Le Joyeux Vagabond
- 1955 : Das Mädchen vom Pfarrhof (de)
- 1955 : Musik im Blut
- 1956 : ...und wer küßt mich?
- 1956 : La Voix que j'aime (de)
- 1956 : Lumpazivagabundus
- 1956 : L'Étudiant pauvre
- 1956 : Der Adler vom Velsatal
- 1956 : Jede Nacht in einem anderen Bett
- 1957 : Zwei Herzen voller Seligkeit
- 1957 : Der König der Bernina (de)
- 1957 : Filles de nuit
- 1958 : Eine Reise ins Glück
- 1958 : Der schwarze Blitz
- 1958 : Congé de mariage (de)
- 1959 : Paprika
- 1959 : Melodie und Rhythmus
- 1959 : Traumrevue (de)
- 1960 : L'Auberge du Cheval-Blanc
- 1961 : Junge Leute brauchen Liebe
- 1961 : Mariandl
- 1961 : Saison in Salzburg
- 1962 : Mariandls Heimkehr
- 1962 : Der 42. Himmel
- 1962 : Hochzeitsnacht im Paradies
- 1963 : Im singenden Rößl am Königssee
- 1964 : Happy-End am Attersee (de)
- 1965 : Das ist mein Wien
- 1966 : 00Sex am Wolfgangsee
- 1969 : Komm nach Wien, ich zeig' Dir was
- 1971 : Außer Rand und Band am Wolfgangsee
- 1998 : Fünf Minuten
- 2001 : Ene mene muh - und tot bist du

### Télévision
- 1962 : Gasparone
- 1962 : Die Kaiserin
- 1966 : Meine Schwester und ich
- 1966 : Das rote Tuch
- 1990 : Roda Roda (série)
- 1991 : Alte Liebe rostet nicht (série Ein Schloß am Wörthersee)